# Courlis esquimau
Numenius borealis
Espèce
Statut de conservation UICN

 PE D : Peut-être éteint
Statut CITES
Le Courlis esquimau (Numenius borealis) est une espèce d'oiseaux de la famille des scolopacidés.

## Reproduction et population
Le Courlis esquimau se reproduit dans le nord de l'Amérique du Nord et hiverne en Amérique du Sud. Sa population a subi un déclin radical vers la fin du XIXe siècle. Au XXe siècle, seules quelques observations sporadiques témoignent de la présence de l’espèce. Pour cette raison, on a relativement peu d'information sur la biologie et l'écologie de cette espèce.
Aujourd’hui, on ne sait trop s’il faut en parler au présent ou au passé, car les dernières observations datent de 1987 et le Courlis esquimau est peut-être déjà une espèce éteinte.

## Caractères distinctifs

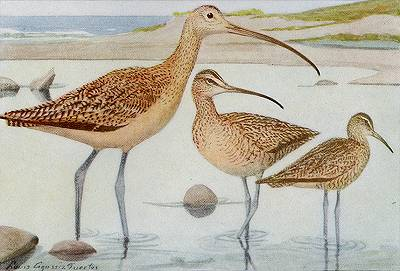
De gauche à droite, le Courlis à long bec, le Courlis corlieu et le Courlis esquimau (illustration de Louis Agassiz Fuertes)

C’est le plus petit des courlis américains, mesurant entre 320 et 370 mm de long. Le bec est relativement plus court et étroit comparé aux autres courlis d'Amérique.

## Écologie et comportement

### Alimentation
Le Courlis esquimau se nourrit d’insectes, de gastéropodes et de crustacés (par exemple Uca spp.). Il se nourrit au sol, capturant ce qu’il y trouve en surface ou dans la vase ou la boue qu’il sonde avec son bec. Il est capable de se percher dans les buissons, ce qui l'aide, pendant la migration automnale, à se nourrir des fruits des éricacées dont il est friand. Lors de la migration printanière, il fréquente les champs cultivés et les pâturages, capturant les invertébrés qui s’y trouvent.

### Nidification
Le nid consiste en une dépression du sol tapissée de quelques feuilles mortes. La couvée contient généralement quatre œufs.

## Distribution géographique

Aire de nidification du Courlis esquimau.
Bleu foncé: aire connue
Bleu: aire probable
Bleu pâle: aire potentielle.

Aire d'hivernage du Courlis esquimau.
(délimitations approximatives).

L’aire de nidification connue est une région restreinte située dans le Territoire du Nord-Ouest au Canada. On estime probable que le Courlis esquimau avait une aire de reproduction un peu plus étendue dans cette même région et il est possible qu’il ait pu nicher aussi en Alaska. Il hiverne dans le sud de l’Amérique du Sud, dans le sud et l’est de la Pampa argentine, mais les aires sont très mal connues. L’aire de répartition du Courlis esquimau s’est beaucoup réduite vers la fin du XIXe siècle avec le déclin de sa population.

### Migration
Migrateur de longue distance, le Courlis esquimau parcourt annuellement les Amériques du nord au sud pour atteindre ses aires de nidification et d’hivernage. La route migratoire printanière suit un parcours qui va de la côte ouest de l’Amérique du Sud, l’Amérique centrale et le centre de l’Amérique du Nord jusqu’au Territoire du Nord-Ouest. À l’automne, les oiseaux atteignent la côte est du Canada et des États-Unis pour survoler l’Atlantique et arriver directement sur la côte est de l’Amérique du Sud. En migration, il est souvent observé en compagnie du Pluvier doré avec lequel il partage les mêmes routes migratoires.

### Habitat
Le Courlis esquimau niche dans la Toundra où on retrouve notamment Arctagrostis latifolia, Poa arctica, Poa glauca, du Bouleau glanduleux, des Carex, de l’Eriophorum et du Dryas. Les habitats qu’il fréquente en Amérique du Sud se caractérisent par l’absence d’arbres, une abondance d’herbacées et de nombreux plans d’eau peu profonds.

## Démographie et population
Si le Courlis esquimau n’est pas encore éteint, sa population ne dépasse probablement pas la centaine d’individus. La population a subi une chute radicale entre les années 1870 et 1890 et il est impossible d’en estimer avec précision la taille avant ce déclin. Certaines estimées de sa population l’évaluent à plusieurs millions, mais ce chiffre est sans doute exagéré. Le comportement très grégaire de cette espèce a probablement contribué à en surévaluer la population par les observateurs de cette époque.
Il est rarement observé au cours de la première moitié du XXe siècle. Entre 1945 et 1985, il est observé 23 années différentes pour un total de 80 individus. La dernière observation fiable date de 1987 au Texas où 4 individus furent rapportés. Des efforts importants ont été déployés en Argentine et en Uruguay en 1992 et 1993 pour trouver des Courlis esquimau, mais ces efforts ne donnèrent aucun résultat.

## Relation avec l’humain

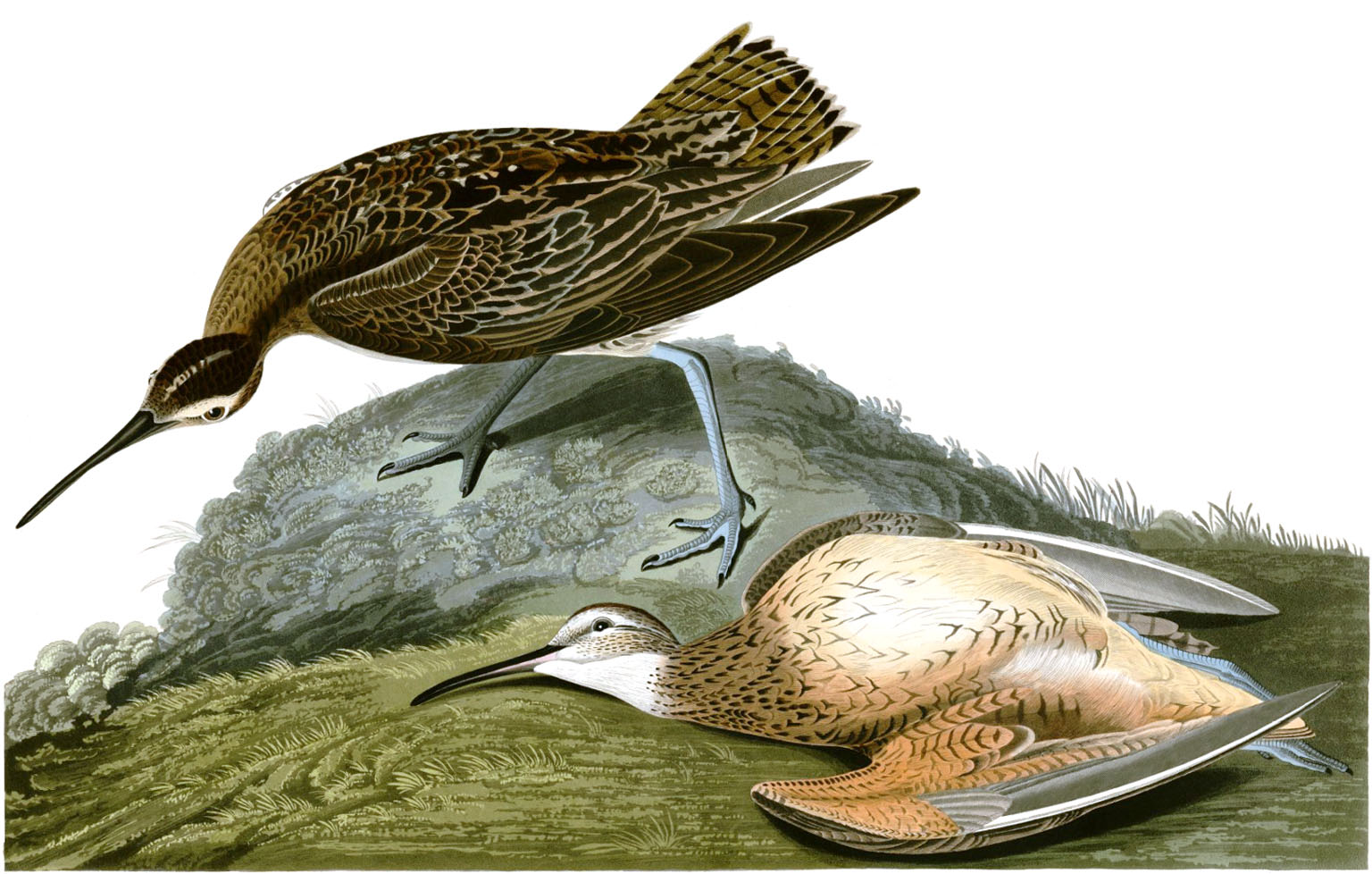
Illustration de John James Audubon

Il est indiscutable que la chasse intensive dont fut victime le Courlis esquimau à la fin du XIXe siècle est responsable de son déclin dans une large mesure. Surtout pendant la migration du printemps, on le chassait autant pour le sport que pour la consommation humaine avec une intensité qui n’est pas sans rappeler l’exploitation dont fut également victime la Tourte voyageuse. Il était d’autant plus facile à abattre qu’il avait tendance à former des attroupements importants. Toutefois, un déclin de la population avait été remarqué avant l’exploitation commerciale de l’espèce, ce qui laisse entendre qu’il pourrait avoir d’autres causes que la chasse au déclin observé.
On estime que la destruction de l’habitat dont le courlis avait besoin lors de la migration printanière a probablement contribué à diminuer son taux de survie. Cette destruction s’est fait d’une part par la conversion à grande échelle des prairies pour l’agriculture et les pâturages et d’autre part par la suppression des feux naturels nécessaires au cycle naturel de cet écosystème.
Le déclin des populations de sauterelles dans les prairies, notamment la disparition du Criquet des Montagnes Rocheuses, desquels se nourrissait en bonne partie le Courlis esquimau pendant la migration vers le nord, a sans doute également eu un impact négatif sur sa population. Le déclin des populations de sauterelles fut causé autant par l’expansion de l’agriculture et la suppression des feux naturels que par les pesticides qu’on commençait à utiliser dans le courant du XIXe siècle.
La dépendance du Courlis esquimau à des habitats assez spécifiques pendant la migration printanière, sa capacité d’adaptation relativement faible et son comportement très grégaire on probablement nuit à la récupération de la population à la suite du déclin.